# Tomasz Zan
Tomasz Zan (Minsk, 21 dicembre 1796 – Minsk, 19 giugno 1855) è stato un poeta e attivista polacco esponente di spicco del Romanticismo polacco. Membro di diverse associazioni di letterati polacchi, presiedette una di queste, la Zgromadzenie Filaretów, dal 1820 al 1823, studiò in numerose città, tra cui Vilnius. Conobbe e fu amico del poeta e scrittore Adam Mickiewicz. Per i propri ideali fu condannato dalle autorità russe all'esilio dal 1824 al 1837. La sua opera è caratterizzata da una continua e feroce satira.